# Get Happy!!
Albums de Elvis Costello
Armed Forces
(1979) Taking Liberties
(1980)
Get Happy!! est le quatrième album d'Elvis Costello, son troisième avec The Attractions. Sur cet album, Costello effectue une rupture spectaculaire avec le son de sa première "trilogie" d'albums, succès commerciaux tous les trois : le son y est en effet beaucoup plus influencé par le R&B et la musique soul. La couverture présente un effet volontairement "rétro", ressemblant à une vieille pochette d'LP, avec des marques visibles à l'avant et à l'arrière de la pochette.
Le titre est peut-être une référence à la musique gospel, où le terme "Get Happy" est synonyme de la descente du Saint-Esprit (Costello lui-même laisse entendre qu'il s'agit de la bonne interprétation dans le manuel de la réédition 2003). C'est peut-être aussi une référence à une chanson du même titre, écrite par Harold Arlen et Ted Koehler.

## Historique
Durant la tournée de promotion pour Armed Forces en avril 1979, Costello s'engagea dans une dispute avec Stephen Stills et Bonnie Bramlett dans un Holiday Inn de Columbus (Ohio), alors qu'ils étaient manifestement saouls. Costello insulta James Brown, l'appelant "jive-ass nigger", ainsi que Ray Charles, qu'il traita de "blind, ignorant nigger". Costello s'excusa au cours d'une conférence de presse à New York quelques jours plus tard, expliquant qu'il avait bu et qu'il avait simplement tenté d'être outrancier afin de terminer rapidement la conversation, sans se douter que Bramlett rapporterait son discours à la presse.
Certaines personnes ont avancé l'idée que l'influence R&B visible de l'album était une tentative pour mettre fin au scandale, mais comme le dit Costello lui-même dans le manuel de la réédition de 2003 :
"C'était peut-être tentant de déclarer que j'avais des motifs nobles pour baser cet enregistrement sur la musique que j'admire et dont j'ai appris avant de frôler l'infamie. Mais si j'avais tenté de me faire pardonner et de montrer mes respects, je doute que ma fierté m'eut autorisé à exprimer ce type de pensée après mes plutôt piteuses explications... Je suis simplement retourné au travail en me fiant à mon instinct, à ma curiosité, et à mes passions musicales."
Le groupe avait joué quelques-unes des chansons pendant le "Armed Funk Tour" et les avait répétées pour cet enregistrement, mais ne furent pas satisfaits par le son, qu'ils jugeaient trop "new wave" (certaines des versions originales peuvent être trouvées sur le CD 2 de la réédition Rhino Records). Ils revinrent donc sur les chansons et les réarrangèrent afin de leur donner un son plus R&B. Au cours de leurs tournées américaines, Costello avait en effet réussi à trouver plusieurs enregistrements R&B de ses artistes favoris, et les ayant écoutés durant les répétitions, il décida d'imiter le son de ces chansons.
Le groupe enregistra l'album au Wisseloord Studios de Hilversum, Pays-Bas, tentant de s'isoler d'éventuelles distractions, mais parvinrent tout de même à rester saouls pendant les sessions. La seule exception est New Asterdam, que Costello enregistra en solo dans un petit studio de Pimlico, Londres.
Avec vingt chansons sur l'album original, la gravure sur le vinyle et le pressage durent se faire avec précision pour qu'elles tiennent toutes sur les deux faces de l'album. Une publicité pour l'album, ajouté en tant que piste cachée sur la réédition de Rhino Records, se moque de la longueur de l'album et de son nombre élevé de chansons.
La couverture originale de l'album inversait les deux faces : la face A commençait avec I Can't Stand Up for Falling Down (le single de l'album) et s'achevait avec Riot Act. La face B commençait par Love for Tender et se terminait par High Fidelity. Le véritable ordre des chansons était révélé sur les étiquettes des enregistrements. Des critiques analysèrent l'album dans l'ordre annoncé sur la couverture, notamment Charles Shaar Murray du journal NME, entre autres.

## Réception
En 1989, Rolling Stone a classé l'album onzième sur sa liste des 100 Meilleurs Albums des années 1980.

## Fiche technique

### Liste des chansons

#### Album original
Toutes les chansons sont écrites et composées par Elvis Costello, sauf indication contraire.
| 1.  | Love for Tender   |  | 1:57 |
| 2.  | Opportunity       |  | 3:13 |
| 3.  | The Imposter      |  | 1:58 |
| 4.  | Secondary Modern  |  | 1:58 |
| 5.  | King Horse        |  | 3:01 |
| 6.  | Possession        |  | 2:03 |
| 7.  | Men Called Uncle  |  | 2:17 |
| 8.  | Clowntime Is Over |  | 2:59 |
| 9.  | New Amsterdam     |  | 2:12 |
| 10. | High Fidelity     |  | 2:28 |

| 11. | I Can't Stand Up for Falling Down | Homer Banks, Alan Jones | 2:06 |
| 12. | Black & White World               |                         | 1:56 |
| 13. | 5ive Gears in Reverse             |                         | 2:38 |
| 14. | B Movie                           |                         | 2:04 |
| 15. | Motel Matches                     |                         | 2:30 |
| 16. | Human Touch                       |                         | 2:30 |
| 17. | Beaten to the Punch               |                         | 1:49 |
| 18. | Temptation                        |                         | 2:33 |
| 19. | I Stand Accused                   | Tony Colton, Ray Smith  | 2:21 |
| 20. | Riot Act                          |                         | 3:35 |

#### Rééditions
| 21. | Girls Talk                                                                                                   |                                          | 1:55 |
| 22. | Clowntime Is Over No.2                                                                                       |                                          | 3:44 |
| 23. | Getting Mighty Crowded                                                                                       | Van McCoy                                | 2:09 |
| 24. | So Young | Jeff Burstin, Joe Camilleri, Tony Faehse | 3:23 |
| 25. | Just a Memory                                                                                                |                                          | 2:16 |
| 26. | Hoover Factory                                                                                               |                                          | 1:43 |
| 27. | Ghost Train                                                                                                  |                                          | 3:55 |
| 28. | Dr. Luther's Assistant                                                                                       |                                          | 3:27 |
| 29. | Black & White World                                                                                          |                                          | 1:50 |
| 30. | Riot Act |                                          | 2:48 |
| 31. | Love for Tender (Demo, s'arrête brutalement, laissée par accident sur l'album et non listée sur la pochette) |                                          | 1:39 |

- Cette réédition place toutes les pistes, y compris les pistes bonus sur un seul CD.

| 21. | I Stand Accused (Alternate version)                   | Tony Colton, Ray Smith                   | 3:10 |
| 22. | So Young                                              | Jeff Burstin, Joe Camilleri, Tony Faehse | 3:28 |
| 23. | Girls Talk                                            |                                          | 1:56 |
| 24. | Human Touch (Alternate version)                       |                                          | 2:20 |
| 25. | Temptation                                            |                                          | 2:28 |
| 26. | Motel Matches (Alternate version)                     |                                          | 2:27 |
| 27. | Clowntime Is Over                                     |                                          | 3:46 |
| 28. | B Movie (Alternate version)                           |                                          | 2:26 |
| 29. | Girls Talk                                            |                                          | 2:03 |
| 30. | Getting Mighty Crowded                                | Van McCoy                                | 2:09 |
| 31. | From a Whisper to a Scream (Alternate version)        |                                          | 2:30 |
| 32. | Watch Your Step (Alternate version)                   |                                          | 2:02 |
| 33. | Dr. Luther's Assistant                                |                                          | 3:28 |
| 34. | Ghost Train                                           |                                          | 3:07 |
| 35. | New Lace Sleeves (Alternate version)                  |                                          | 3:47 |
| 36. | Hoover Factory                                        |                                          | 1:45 |
| 37. | Just a Memory                                         |                                          | 2:17 |
| 38. | I Can't Stand Up for Falling Down (Alternate Version) | Banks, Jones                             | 2:45 |
| 39. | New Amsterdam (Alternate version)                     |                                          | 2:31 |
| 40. | Black & White World (Demo)                            |                                          | 1:51 |
| 41. | Riot Act (Demo)                                       |                                          | 2:50 |
| 42. | 5ive Gears in Reverse (Demo)                          |                                          | 2:33 |
| 43. | Love for Tender (Demo)                                |                                          | 2:07 |
| 44. | Men Called Uncle (Demo)                               |                                          | 2:06 |
| 45. | King Horse (Demo)                                     |                                          | 2:45 |
| 46. | Seven O'Clock (Demo)                                  |                                          | 2:00 |
| 47. | High Fidelity (Live)                                  |                                          | 3:17 |
| 48. | Opportunity (Live)                                    |                                          | 2:33 |
| 49. | The Imposter (Live)                                   |                                          | 2:11 |
| 50. | Don't Look Back (Live)                                |                                          | 4:41 |

- Cette réédition place l'album original et l'intégralité des pistes bonus sur deux disques séparés.

### Musiciens
- Elvis Costello : Chant, Guitare, Orgue électronique sur Possession; tous les instruments sur New Amsterdam.
- Steve Nieve : Piano, Orgue électronique.
- Bruce Thomas : Guitare basse, Harmonica sur I Stand Accused.
- Pete Thomas : Batterie.